# چارلز هلند (دوچرخه‌سوار)
چارلز هلند (هلندی: Charles Holland; ۲۰ سپتامبر ۱۹۰۸ – ۱۵ دسامبر ۱۹۸۹) دوچرخه‌سوار اهل بریتانیا بود.
وی در مسابقات کشوری و بین‌المللی در مجموع برندهٔ ۱ مدال برنز شده‌است.